# Canwell
Canwell var en civil parish 1858–1934 när det uppgick i Hints, i grevskapet Staffordshire i England. Civil parish var belägen 11 km från Lichfield och hade 243 invånare år 1931.